# Стадион Риза Љушта
Стадион Риза Љушта (алб. Stadiumi Riza Lushta) вишенаменски је стадион у Косовској Митровици. Име је добио по познатом играчу Јувентуса Ризи Љушти, родом из Косовске Митровице, а користи се углавном за фудбалске утакмице, док је такође домаћи терен ФК Трепча ’89. Стадион има капацитет од 12.000 људи.